# Osakana wa ami no naka
Osakana wa ami no naka (おさかなはあみの中-? lett. "Il pesce in trappola") è un manga di genere yaoi di Ranma Nekokichi. Esso segue il rapporto sentimentale tra uno dei migliori capitano della squadra di nuoto della scuola ed un suo giovane ammiratore. Pubblicato a partire dal 1993, ne è stato tratto un OAV ad episodio unico di 30 minuti nel 1994 e che fa da prequel al fumetto.

## Trama
Dopo aver assistito ad un'importante gara di nuoto scolastica assieme al suo amico Eiichi, Matsui si rende conto immediatamente d'essersi innamorato del capitano della squadra: decide allora, per il suo rientro al liceo, di riprendere a frequentare il club di nuoto. I due ragazzi, Matsui ed il più grande Yuuji, si trovano così presto strettamente coinvolti in una relazione amorosa. Tuttavia, il quadretto idilliaco viene rovinato dagli altri membri della squadra di nuoto, i quali sembrano proprio non veder di buon occhio questo rapporto. Non sono affatto entusiasti del fatto che il nuovo arrivato occupi costantemente i pensieri ed il tempo del loro amico nonché capo squadra. Ma anche l'amico di Matsui si trova ad essere decisamente contrario al proseguir di tale relazione.

## Personaggi
Yuuji Tsukamoto
Uno studente di scuola superiore, ch'è anche l'erede d'una grande azienda. Egli è il capitano della squadra di nuoto.
Matsui Takahiro
Un ragazzo dal carattere tormentato che si lascia coinvolgere sempre più in una relazione amorosa e sessuale con Yuuji, anche contro la sua volontà. Egli nutre certamente un forte interesse per il ragazzo più grande di lui, ma scopre presto ed ammette con se stesso di non essere ancora abbastanza preparato al ritmo sostenuto con cui Yuuji sembra aver impostato fin dall'inizio il loro rapporto. Era sempre stato un tipo molto solitario, questo fino a quando non incontrò quello che divenne in seguito il suo miglior amico, Eiichi: rimarrà abbastanza sconvolto quando si renderà conto che l'amico, nonché suo confidente più fidato, nutre sentimenti romantici nei suoi confronti.
Eiichi Yoshino
Il più caro amico di Matsui da sempre, è un ragazzo con gli occhiali in apparenza molto docile e gentile d'aspetto. Dopo averlo incontrato ha subito fatto amicizia con quel ragazzo solitario, tanto che presto i due divengono inseparabili. Una volta tuttavia che Yuuji comincia a sedurre Matsui, ecco emergere un po' alla volta il suo lato più oscuro, diventando violento ed aggressivo verso il suo ex migliore amico.